# Don't Go Breaking My Heart
Don't Go Breaking My Heart är en poplåt av Ann Orson och Carte Blanche (pseudonym för John/Taupin), som spelades in i duett av Elton John och Kiki Dee, och 1976 blev en stor hit i många länder. Den toppade singellistorna i bland annat Australien, USA och Storbritannien.
Precis som många andra singlar av Elton John under 1970-talet låg den ursprungligen inte på något av hans album, men har senare kommit med på diverse samlingar.

## Listplaceringar
| Lista (1976-1977) | Position |
| ----------------- | -------- |
| Nederländerna     | 3        |
| Norge             | 5        |
| Nya Zeeland       | 1        |
| Schweiz           | 4        |
| Sverige           | 3        |
| Österrike         | 8        |

### Fotnoter
1. ↑  Bernardin, Claude; Stanton Tom (1995). Rocket man: the encyclopedia of Elton John. sid. 73. Libris 4806002. ISBN 0-313-29700-2. Läst 25 november 2018
2. ↑  ”Listplacering”. http://dutchcharts.nl/showitem.asp?interpret=Elton+John+%26+Kiki+Dee&titel=Don%27t+Go+Breaking+My+Heart&cat=s. Läst 25 maj 2011.
3. ↑  ”Listplacering”. http://norwegiancharts.com/showitem.asp?interpret=Elton+John+%26+Kiki+Dee&titel=Don%27t+Go+Breaking+My+Heart&cat=s. Läst 25 maj 2011.
4. ↑  ”Listplacering”. Arkiverad från originalet den 26 maj 2010. https://web.archive.org/web/20100526064319/http://www.charts.org.nz/showitem.asp?interpret=Elton+John+%26+Kiki+Dee&titel=Don%27t+Go+Breaking+My+Heart&cat=s. Läst 25 maj 2011.
5. ↑  ”Listplacering”. http://hitparade.ch/showitem.asp?interpret=Elton+John+%26+Kiki+Dee&titel=Don%27t+Go+Breaking+My+Heart&cat=s. Läst 25 maj 2011.
6. ↑  ”Listplacering”. http://swedishcharts.com/showitem.asp?interpret=Elton+John+%26+Kiki+Dee&titel=Don%27t+Go+Breaking+My+Heart&cat=s. Läst 25 maj 2011.
7. ↑  ”Listplacering”. http://austriancharts.at/showitem.asp?interpret=Elton+John+%26+Kiki+Dee&titel=Don%27t+Go+Breaking+My+Heart&cat=s. Läst 25 maj 2011.